# Diplodonta punctata
Diplodonta punctata är en musselart som först beskrevs av Thomas Say 1822.  Diplodonta punctata ingår i släktet Diplodonta och familjen Ungulinidae. Inga underarter finns listade i Catalogue of Life.